# Madeline Bell (Filmproduzentin)
Madeline Bell ist eine Filmproduzentin und Aufnahmeleiterin.

## Wirken
Bell war seit Mitte der 1980er Jahre als Produzentin insbesondere im Bereich von Dokumentationen tätig. Bis einschließlich 1999 entstanden mit ihrer Beteiligung sechs Produktionen, darunter mit Wesleys Feuerprobe ihr einziger Spielfilm, seither ist sie nur als Location Managerin tätig. Zeitweilig wirkte sie auch als Produktionskoordinatorin für Film und Fernsehen. 
Bei der Oscarverleihung 1987 war Bell gemeinsam mit Tom Neff für den Film Red Grooms: Sunflower in a Hothouse in der Kategorie Bester Dokumentar-Kurzfilm nominiert. 

## Filmografie (Auswahl)
- 1986: Red Grooms: Sunflower in a Hothouse
- 1988: No Magic Bullets
- 1991: Frederic Remington: The Truth of Other Days
- 1991: Athena: The Goddess Awakens
- 1999: Wesleys Feuerprobe (Walking Across Egypt)
- 1999: Louise Dahl-Wolfe: Painting with Light